# Introducerad art

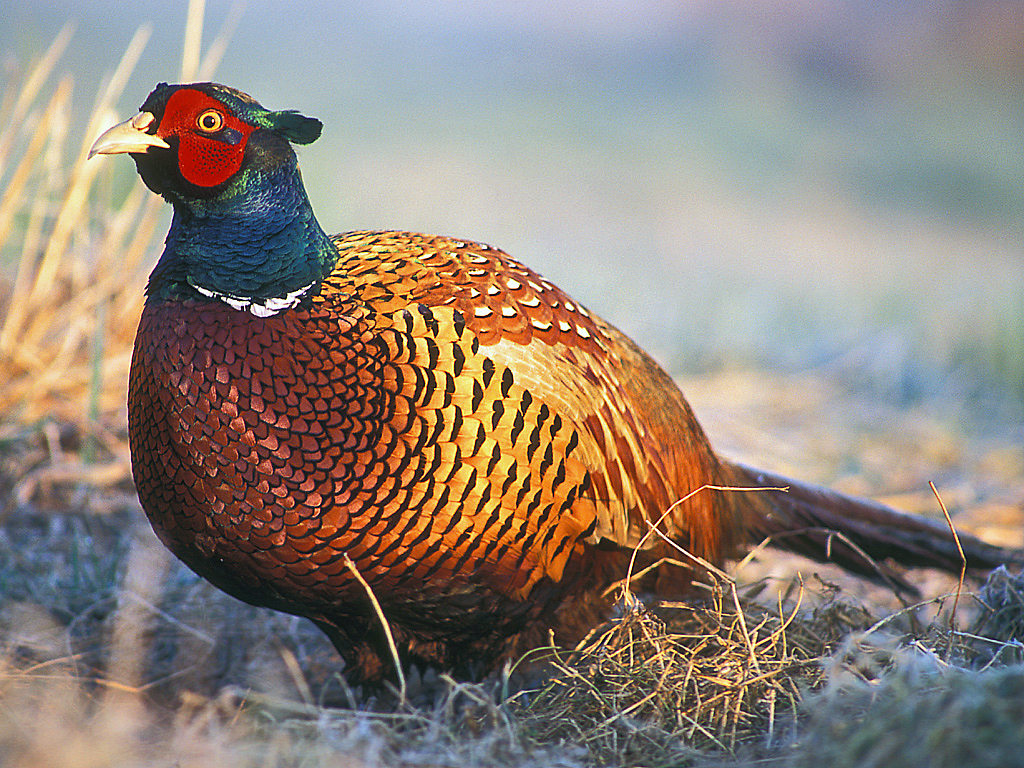
Fasanen är en art som introducerats, som vilt, ifrån Asien till stora områden runt om i världen där den, på många håll, har förvildats.

Introducerad art  är en art som lever utanför sitt ursprungliga utbredningsområde och som har hamnat där på grund av människans medvetna eller omedvetna inblandning. Introducerade arter som skadar ekosystemet de introducerats till, som har negativa effekter på jordbruk och dylikt, eller påverkar hälsan negativt hos djur och människor, kallas invasiv art. Introducerade arter och deras effekter är ett kontroversiellt ämne. Exempel på introducerade arter som spridit sig över stora delar av världen är brunråtta, gråsparv, fasan och stare. En introducerad art kan också kallas exotisk, främmande eller icke-inhemsk.
Naturalisering kallas det när en introducerad art har införlivat sig med ett områdes flora eller fauna.

## Botanik
Växter från varmare trakter lyckas ofta att överleva och sprida sig även i kallare områden, ibland bara i trädgårdar eller växthus där deras speciella krav på näring, jordsammansättning och skyddande mot kyla tillgodoses, men många introducerade arter förekommer idag också långt utanför sådana kulturpåverkade områden.
Påsklilja förekommer exempelvis naturaliserad i Nordeuropa i närheten av bebyggelse, på tomtmark, i vägkanter, ängsmarker och liknande.
Ett exempel på en i Nordeuropa helt naturaliserad växt är bergtall (Pinus mugo) som härstammar från Centraleuropas bergstrakter.